# Зібров Павло Миколайович
Павло́ Микола́йович Зібро́в (нар. 21 червня 1957, Червоне, Немирівський район, Вінницька область) — український естрадний співак (баритон), композитор. Народний артист України (1996).

## Біографія та творчість
Павло Зібров народився 21 червня 1957 року в селі Червоне, Вінницької області в родині болгарина Миколи Івановича Зіброва і українки Ганни Кирилівни Зібрової. Мати працювала вчителькою, батько володів 40 спеціальностями, був майстром на всі руки.
У 9 років вступив поза конкурсом до музичної спецшколи-інтернату ім. Миколи Лисенка для обдарованих дітей, навчався за спеціальністю віолончеліст, контрабасист.
У 1974 році створив з однокласниками гурт «Явір», який через рік став лауреатом Республіканського конкурсу в м. Керч.
У 20 років вступив до Київської консерваторії ім. Чайковського по класу контрабас. Бувши ще студентом, став працювати в Державному естрадно-симфонічному оркестрі України.
Після закінчення консерваторії служив у лавах радянської армії, а саме, Ансамбль пісні та танцю київського військового округу. У 1982 році довелося побувати в гарячих точках, зокрема в Афганістані.
У 27 років вступив вдруге до консерваторії на класичний вокальний факультет.
У 1986—1993 рр. — соліст Державного естрадно-симфонічного оркестру України.
У 1986 році став лауреатом Республіканського конкурсу, а ще через рік, у 1987 році став лауреатом всесоюзного конкурсу та вже був солістом Державного симфонічного оркестру. З гастролями побував майже в усіх республіках радянського союзу.
У 1993 році присвоєно почесне звання «Заслужений артист України».
1993 р. — розквіт творчої праці з Юрієм Рибчинським, з-під пера якого вийшли хіти «Хрещатик», «Мертві бджоли не гудуть» та «День народження».
1994 р. — створили разом з дружиною Мариною перший приватний театр пісні в Україні ім. Павла Зіброва. Директор, художній керівник.
У 1996 році отримав почесне звання «Народний артист України».
З 1999 почав плідно працювати з Петром Магою, з-під його пера вийшло багато пісень, з останніх хіт «Вуса Бренд».
У 43 роки отримав орден «За заслуги» 3-го ступеня.
Професор, викладач кафедри естрадного співу Київського національного університету культури і мистецтв.
З 2005 року брав участь у щорічній премії «Шлягер року», має понад 20 нагород як співак і композитор.
Друга молодість у 2016 році вихід пісні та кліпу «Польська Залізниця» разом з Плюшевим Брукліном.
У 2016—2017 роках виступав на фестивалі гумору «Ліга сміху» в ролі 3ібрембо.
З 2017 року по теперішній час веде активну діяльність ді-джея, дискотеки хітів 1980—1990-х.
У 2017 році брав участь у шоу «Голос країни» з легендарною арією Містера Х.
У 2018 році брав участь у шоу «Танці з зірками» з партнеркою Марією Шмелевою.
2018 року знімався в головних ролях у повному метрі «Інфаголік» та «Продюсер».
У 2018 році перетворився на професора Дамблдора у кліпі-пародії «Цвет настроения Хогвардс».
13 грудня 2019 року випустив хайпову пісню та кліп «Вуса бренд». Цього ж року отримав нагороду «Найкраща пісня року» та «Українська пісня» року за композицію.
25 серпня 2019 року гучно відсвяткували разом з дружиною Мариною срібну річницю весілля. Провели справжню весільну церемонію.
12 листопада 2019 року брав участь у «Вечорі прем'єр з Катериною Осадчою».
21 листопада 2019 року отримав нагороду «Pop star» від українського журналу «ViVa».
9 липня 2019 року виступив на одному з найбільших музичних фестивалів України Atlas Weekend.
У січні 2020 р. став героєм коміксу «Кібер край».
11 грудня 2020 р. отримав нагороду «Пісня року» від Музичної платформи за пісню «Дівчина XL».
2 серпня 2021 року брав участь у шоу «Мастер Шеф. Селебріті».
20 березня 2021 року брав участь у телешоу «Ліпсінк батл в образі» Фредді Мерк'юрі.
У травні 2021 року отримав нагороду «Родина Року».
10 травня 2021 року брав участь в благодійному концерті «Дует із зіркою» на підтримку інклюзивних дітей.
21 травня 2021 року випустив пісню та кліп «Є BASS» у колаборації з молодими виконавцями зі Львова GLOVA&MANIN.
26 травня 2021 року отримав нагороду за пісню «У нас є все» в номінації «Легенда Української пісні», Національної музичної премії «Українська пісня року».
У червні 2021 року був одним із суддів шоу «Співають всі» на телеканалі Україна.
8 червня 2021 року польська компанія азартних ігор «Promatic» випустила гру на автомати «Zibrov king», героєм якої став артист.
17 вересня 2021 отримав Орден Святого Михайла Архістратига II ступеня, за заслуги перед Помісною Українською Православною Церквою та побожним народом від Митрополита Київського і всієї України.
12 жовтня 2021 року отримав «Орден за розбудову України».
Восени 2021 р. зробив колаборацію з відомою українською співачкою Анною Трінчер. Нова пісня отримала назву «Мертві бджоли&Метелики». У лютому 2022 року отримали нагороду «Українська пісня року».
У грудні 2021 року Зібров взяв участь у шоу «Маска» на каналі «Україна». Він ховався за маскою «Порося».
8 грудня 2021 р. отримав нагороду «Найкраща пісня року» за пісню «Є BASS» у колаборації з GLOVA&MANIN.
7 лютого 2022 року — випустив оновлену Latina версію легендарної пісні «Хрещатик».
1 квітня 2022 року брав участь у онлайн марафоні «Save Ukraine» від Atlas Festival на підтримку України.
6 червня 2022 року випустив пісню «Я так хочу додому», присвячену всім українським біженцям, які через підступну війну росії проти України, були вимушені покинути свої домівки.
15-17 липня 2022 року брав участь на підтримку України у місті Кергонксон (штат Нью-Йорк) на найбільшому фестивалі США, української культури «Союзівка».

## Особисте життя
- Перша дружина — Тетяна Самофалова пішла до свого студента, тоді Павлові було 27 років.
- Друга дружина — Марина Володимирівна Зіброва (народ. 25 серпня 1959, одружилися 25 серпня 1994 року), працює директором, режисером і художником костюмів у театрі Павла Зіброва.
- Син — Сергій Зібров (народ. 18 червня 1983) (син Павла від першого шлюбу).
- Донька — Діана Зіброва (народ. 21 лютого 1997), працює SMM та PR менеджером Павла Зіброва.
- пасинок — Олександр Зібров (народ. 1982) (син Марини від першого шлюбу).
- Старший брат — Володимир Миколайович Зібров (народ. 1954) заслужений діяч мистецтв України, полковник у відставці, служив в ансамблі пісні і танцю, працює в театрі Павла Зіброва.

## Дискографія
- 1994 — «Хрещатик»
- 1995 — Душі криниця
- 1995 — Блудний син
- 1996 — «Очі любові»
- 1996 — Очі дівочі;
- 1997 — У нас є все!;
- 1998 — Золоті шлягери;
- 1998 — Нам пела скрипка…;
- 1999 — Женщина любимая;
- 2001 — «Так, щоб гай шумів»[15]
- 2002 — Мелодії душі;
- 2002 — Прошу пані…;
- 2002 — Мій шлях;
- 2003 — Золота колекція;
- 2004 — Шахтёрские жены;
- 2005 — Странная любовь;
- 2006 — Найкраще;
- 2007 — Дорогая;
- 2009 — Гори, гори, моя звезда;
- 2010 — Единственная;
- 2010 — Чорногузова весна[16];
- 2011 — Во благо любви;
- 2013 — Кукушка;
- 2017 — Наречена;
- 2020 — Вуса Бренд.
- 2023 — Хрещатик (with KOLABA)
- 2024 — Жінка, що кохаю я
- 2024 — День народження (with KOLABA)
- 2024 — Якщо поруч ти
- 2024 — Любов може все
- 2024 — Будьте ви щасливі
- 2024 — Вірні друзі (with Гарік Кричевський)

## Відеокліпи
| №  | Назва | Режисер              | Оператор     |
| -- | --- | -------------------- | ------------ |
| 1  | «Ах, Люба, Люба, Любовь» | В'ячеслав Пронін     |              |
| 2  | «Еще, еще, еще» | В'ячеслав Пронін     |              |
| 3  | «Марина [Архівовано 25 грудня 2019 у Wayback Machine.]»                                                                         | Сергій Тартишніков   |              |
| 4  | «Женщина любимая» | Володимир Балкашинов |              |
| 5  | «Казино [Архівовано 11 квітня 2016 у Wayback Machine.]»                                                                         | Юрій Звягінцев       |              |
| 6  | «Маленькая женщина» | Семен Горов          |              |
| 7  | «Новорічна ніч» | Петро Мага           |              |
| 8  | «Нателла [Архівовано 11 вересня 2016 у Wayback Machine.]»                                                                       | Семен Горов          |              |
| 9  | «Любимая» | Юрій Звягінцев       |              |
| 10 | «Істамбул» | Борис Небієрідзе     | Павло Небера |
| 11 | «Шахтерские жены [Архівовано 22 жовтня 2016 у Wayback Machine.]»                                                                | Максим Паперник      |              |
| 12 | «Жене» з Іваром Калнишем | Марина Зіброва       |              |
| 13 | «Странная Любов [Архівовано 25 травня 2021 у Wayback Machine.]» з Анастасією Волочковою                                         | Марина Зіброва       |              |
| 14 | «Александра [Архівовано 21 вересня 2016 у Wayback Machine.]» з Оленою Коріковою                                                 | Марина Зіброва       |              |
| 15 | «Остання ніч кохання» |                      |              |
| 16 | «У нас є все [Архівовано 4 квітня 2020 у Wayback Machine.]»                                                                     |                      |              |
| 17 | «Хрещатик [Архівовано 1 листопада 2019 у Wayback Machine.]»                                                                     |                      |              |
| 18 | «А на дворі такий мороз» |                      |              |
| 19 | «Холода, холода» |                      |              |
| 20 | «Викраду [Архівовано 4 квітня 2020 у Wayback Machine.]»                                                                         |                      |              |
| 21 | «Білий цвіт на калині [Архівовано 13 червня 2021 у Wayback Machine.]»                                                           |                      |              |
| 22 | «Мамина казка» |                      |              |
| 23 | «Захід і Схід» |                      |              |
| 24 | «Польська Залізниця Лова-Лова (PKP -Polskie Koleje Państwowe) [Архівовано 4 червня 2016 у Wayback Machine.]» з Плюшевий Бруклін | Мамахохотала         |              |
| 25 | «Цвет настроения Хогвартс [Архівовано 2 липня 2019 у Wayback Machine.]» (Пародія на «Цвет настроения чёрный»)                   | ND Production        |              |
| 26 | «Вуса Бренд» | Олена Вінярська      |              |
| 27 | «Дівчина XL» | Діана Зіброва        |              |
| 28 | «Є BASS» | Володимир Никифорук  |              |
| 29 | «Жеребки» | Олександр Філатович  |              |
| 30 | «Я так хочу додому» | Діана Зіброва        |              |
| 31 | «Хрещатик (with KOLABA)» |                      |              |
| 32 | «Жінка, що кохаю я» | Діана Зіброва        |              |

## Фільмографія
- 2017 — «Інфоголік»
- 2019 — «Продюсер»

## Факти
— легенда «Української пісні року»;
— близько 500 написаних пісень за всю творчу діяльність;
— понад 10 різних шоупрограм проведено в Палаці «Україна»;
— пісні, як композитора, співають близько 20 відомих артистів;
— має більш як 15 альбомів та більш як 20 кліпів;
— отримав понад 20 нагород як співак і композитор «Шлягер року»;
— 9 разів брав участь у Слов'янському базарі (Вітебськ, Одеса, Київ);
— знімався у відео кліпах гурту Плюшевий Бруклін, Олі Горбачової, Джері Хеіл, Геннадія Вітера.